# ハリー・ジョーンズ
ハリー・ジョーンズ（Harry Jones、1995年11月17日 - ）は、オーストラリア出身のラグビー選手。

## プロフィール
- ポジションはウィング(WTB)。
- 身長 187cm、体重 104kg
- ニックネームはH。

## 来歴
ラグビーを始めたきっかけは子どもの頃にワラビーズの試合を見たことから。
バーカーカレッジ、ワラターズを経て、2017年、豊田自動織機シャトルズに加入。同年12月24日に行われたジャパンラグビートップリーグ第13節の宗像サニックスブルース戦に先発出場で公式戦初出場を果たした。
2018年、豊田自動織機シャトルズを退団した。